# سطح بيزييه
سطح بيزييه (بالإنجليزية: Bézier surface)‏ هو امتداد لمفهوم منحنى بيزييه في الفضاء ثلاثي الأبعاد. تُعرف مساحة بيزييه بمجموعة من نقط التحكم تماما كمنحنيات بيزييه. تستعمل مساحات بيزييه في الرسوميات الحاسوبية وفي التصميم بمساعدة الحاسوب وفي النمذجة باستعمال طريقة العناصر المنتهية.

## المعادلة

Sample Bézier surface; red – control points, blue – control grid, black – surface approximation

{\displaystyle \mathbf {p} (u,v)=\sum _{i=0}^{n}\sum _{j=0}^{m}B_{i}^{n}(u)\,B_{j}^{m}(v)\,\mathbf {k} _{i,j}}